# Rumex vinealis
Rumex vinealis är en slideväxtart som beskrevs av Timb.-lagr. & Jeanb.. Rumex vinealis ingår i släktet skräppor, och familjen slideväxter. Inga underarter finns listade i Catalogue of Life.